# A co já?
A co já? (v originále Comme une image) je francouzský hraný film z roku 2004, který režírovala Agnès Jaoui. Snímek měl světovou premiéru na filmovém festivalu v Cannes dne 16. května 2004.

## Děj
Učitelka Sylvia Millet zjistí, že jedna z jejích studentek, Lolita, je dcerou spisovatele Étienna Cassarda, kterého obdivuje. Díky Lolitě se Sylvia a její manžel Pierre, sám spisovatel, seznámí s Étiennem a jeho přáteli. Sylvia si postupně uvědomuje, že Étienne není muž, jakého si představovala, a že ke své dceři Lolitě chová jen malou úctu.

## Obsazení
| Marilou Berry         | Lolita Cassard     |
| Jean-Pierre Bacri     | Étienne Cassard    |
| Agnès Jaoui           | Sylvia Millet      |
| Laurent Grévill       | Pierre Millet      |
| Virginie Desarnauts   | Karine Cassard     |
| Keine Bouhiza         | Sébastien / Rachid |
| Grégoire Oestermann   | Vincent            |
| Serge Riaboukine      | Félix              |
| Michèle Moretti       | Édith              |
| Julien Baumgartner    | Mathieu            |
| Olivier Doran         | François Galland   |
| Jean-Pierre Lazzerini | taxikář            |
| Yves Verhoeven        | zevloun            |
| Samir Guesmi          | zevloun            |
| Dimitri Rataud        | lékař              |
| Olivia Lancelot       | malíř              |
| Olivier Claverie      | nakladatel         |
| Bernard Blancan       | číšník v kavárně   |
| Didier Brice          | asistent           |
| Catherine Morin       | žena z reklamy     |

## Ocenění
- Filmový festival v Cannes: Cena za nejlepší scénář (Agnès Jaoui a Jean-Pierre Bacri)
- Lumières pro Marilou Berry